# Ewangeliczny Kościół Zachodniej Afryki
Ewangeliczny Kościół Zachodniej Afryki (ang. Evangelical Church of West Africa lub ECWA) – jedna z największych organizacji chrześcijańskich w Nigerii. Ewangeliczny Kościół Zachodniej Afryki liczy ok. 6 mln wiernych, w 6 tys. zborach. Kościół założony w 1954 roku przez Serving In Mission (SIM), ma charakter ewangelikalny.
ECWA prowadzi misję (często wśród ludności muzułmańskiej), utrzymuje szkoły i szpitale.